# M9刺刀
M9刺刀（英語：M9 Bayonet；又稱：M9 MPBS，意為：多用途刺刀系統；國家庫藏編號：1095-00-073-9238）是一款美軍在1984年正式採用的戰場多用途刀和刺刀。

## 歷史

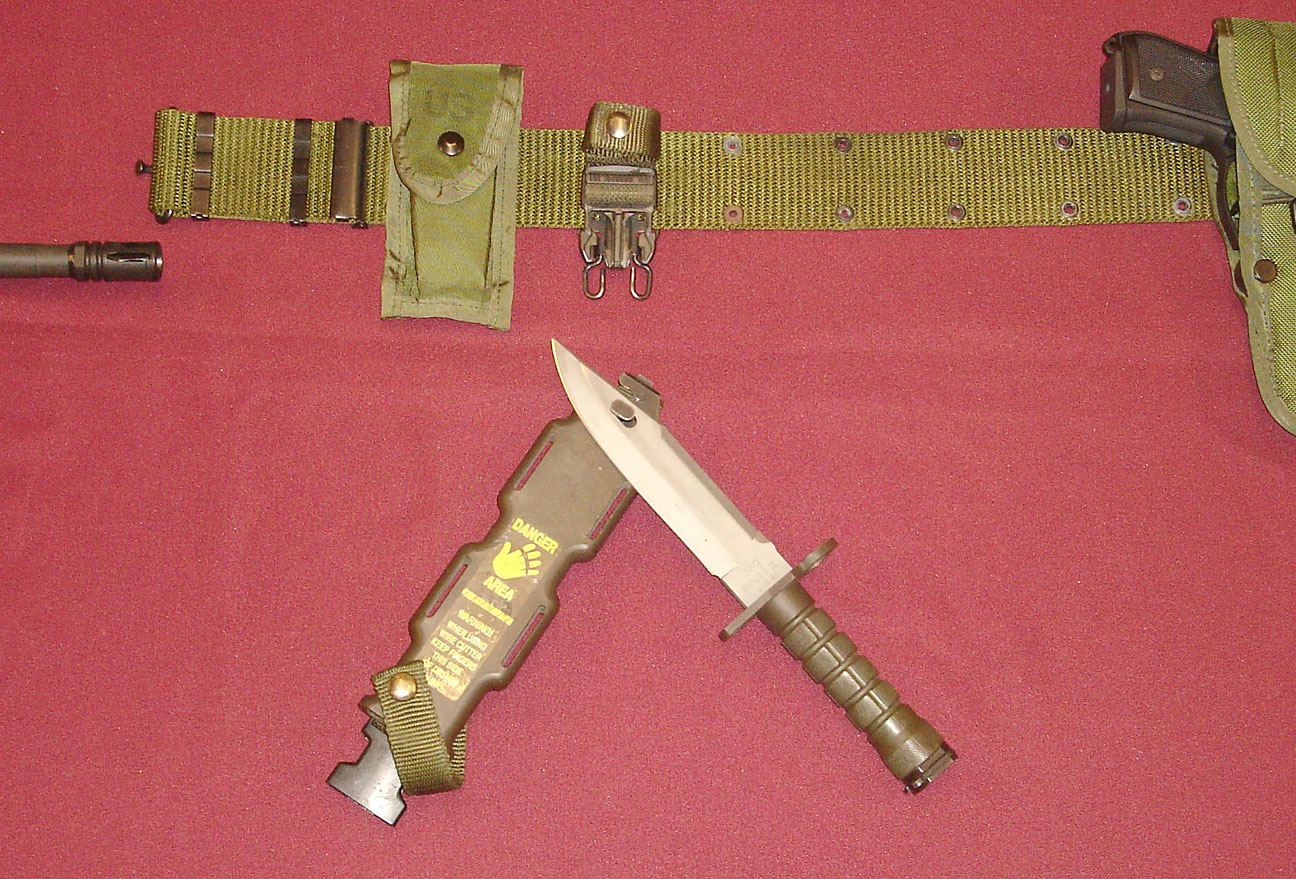
M9刺刀，裝上其可拆卸式刀鞘以後，可以作為一件有效的鋼絲切割工具

M9刺刀是由米奇·芬恩在他的公司研發公司，Qual-A-Tec所設計和研製。
他後來以菲羅比斯公司（Phrobis）生產的III型獵用匕首之名生產，並根據軍事合同提供了325,000把刺刀。其後巴克刀具公司（Buck Knives）收到美軍訂約而生產了300,000把刺刀，並以其公司名義出售其商業型版本。
芬恩的設計證明了極其受到歡迎，因而被其他廠商廣泛彷製和非法出售。芬恩在1986年獲得美國專利4622707 ，但是他們繼續讓未經檢查、來自亞洲和墨西哥的刺刀流入美國，並切入到合法銷售。

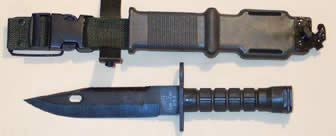
M9刺刀以及M10「產品改進」型刀鞘

Phrobis III刺刀的合同完成了以後，M9的版權收歸美國軍隊所有，而且有許多來自其他公司修改的後續版本。它被發配給美國和其他國家的武裝部隊所使用，也已經在商業市場上以各種版本銷售。

## 生產
M9刺刀曾經先後在四個主要品牌以下生產：菲羅比斯、巴克（從原來的美國陸軍合同，收到來自菲羅比斯的分包）、蘭卡以及安大略刀具公司。
自1987年開始，菲羅比斯將其分包給巴克，並於1989年完成。而在直到1997年以前的一段時間內，巴克商業型M9作為其產品出售。
1992年3月，蘭卡得到了它的第一份合同（接管巴克的生產），並且生產了300,000把（其後500,000把）刺刀（同時通用餐具作為分包商）；1994年，發出另一份約100,000把改進型M9型號的合同。
1999年，一份25,000把刺刀的合同平分給蘭卡和安大略（各生產12,500把）。安大略刀具公司也參加了在以後的合約，是目前（2005年）的生產承包商之一。
這些可以通過刀片上的標記“M-9 / ONTARIO / KNIFE CO / USA”（意為：美國安大略刀具公司生產的M9）去識別。

### 巴克刀具
概觀由巴克刀具，M9刺刀的廠家之一所生產的M9刺刀類型。
5,000把美國海軍陸戰隊使用的都列入以下這個清單的美國陸軍數字之中。
| 類型               | 巴克零件編號 | 數量（把） |
| ------------------ | ------------ | ---------- |
| 美国陆军           | 0188-00-0    | 330,254    |
| 澳大利亚           | 0188-A1-0    | 20,050     |
| 阿布扎比           | 0188-AD-0    | 1,500      |
| 商業型（黑色）     | 0188-BK-0    | 14,213     |
| 迪瑪科             | 0188-DM-0    | 8,681      |
| 海軍陸戰隊原型     | 0188-MC-0    | 350        |
| 商業型（綠色）     | 0188-CB-0    | 28,238     |
| 野外刀（日本I型）  | 0188-J1-0    | 1,956      |
| 野外刀（日本II型） | 0188-J2-0    | 504        |
| 合計：             | 合計：       | 405,746    |

## 設計
M9刺刀的刀片是由420不鏽鋼製成，厚度約6毫米，夾點硬度HRC 53—58，包括刀片右側稍大一點的血槽。
M9刺刀的刀身上開有一個夾點孔，用以與刀鞘的凸起駐筍結合作為鐵絲剪，此外刀柄的凹槽亦可用作開瓶器。不鏽鋼製刀座穿過中空手柄，並以刺刀底部的六角螺絲固定。
M9刺刀可通過使用一個內六角扳手作分解維護。塑料手柄的橫截面為圓形，具有防滑的表面。
M9刺刀具有177.8毫米（7英吋）的刀鋒，而且刀身上具有長孔套設計，可與其刀鞘頭的駐筍組合成鉗子，全刀絕緣，可鉸斷鐵絲網。
一些基於M9刺刀的產品具有一個更全面的功能，而有些卻不具有，具體取決於承包商生產該批次以及在當時的軍用規格。M9刺刀取代了部分在1964年推出的舊式M7刺刀。
雖然已經宣稱，M9可能會比舊式的M7更容易破損，但在事實上M9刺刀具有比舊式M7刺刀加厚20％的刀片與尖銳部分（0.235英吋對比0.195英吋），而鋼製刀片的橫截面面積亦加大75％。

## 比較
M7刺刀在1964年推出，被用作M16突擊步槍的刺刀和一把近戰武器。
M作為裝上M16系列和M4系列的刺刀、一把近戰武器、一般野外及實用刀，裝在刀鞘上一起使用時的鐵絲剪，以及一把鋸子，還可以裝上莫斯伯格590特殊用途霰彈槍及國外的豐和89式5.56毫米突擊步槍。
| 指定編號     | M7                      | M9                  |
| ------------ | ----------------------- | ------------------- |
| 投入軍隊服役 | 1965年                  | 1987年              |
| 刀鋒長度     | 6.5英吋（165.1毫米）    | 7英吋（177.8毫米）  |
| 總長度       | 11.75英吋（298.45毫米） | 12英吋（304.8毫米） |

## 衍生型

### M11刺刀
M11刺刀（英語：M11 Bayonet，又稱：M11 EOD）是M9的專門爆裂物處理（EOD）用途版本。
M11具有一些額外的功能，例如錘型握柄，但使用與M9相同的刀片和刀鞘。

### 先锋D80
中國北方先锋工業仿製型；可裝上CQ步槍，以及AR-15自動步槍使用。

### 史密斯威森SW3B
史密斯威森的仿製型.

## 使用者
- - 澳大利亞國防軍
    - 裝上F88突擊步槍，以及M4卡賓槍使用。
- 奥地利
- 加拿大
  - 加拿大軍隊
    - 裝上C7突擊步槍使用。
- - 格魯吉亞國防軍
- 日本
- 荷蘭
  - 荷蘭軍隊
    - 裝上C7突擊步槍使用。
- 新西兰
  - 紐西蘭國防軍
    - 裝上M4卡賓槍使用。
- 波蘭
- 中華民國
  -  中華民國陸軍
    - 由士兵自行購置。
- 新加坡
  - 新加坡武裝部隊
    - 裝上M16突擊步槍使用。
- 泰國
  - 泰國皇家軍隊
    - 裝上M16突擊步槍使用。
- 阿联酋
- 英国
- 美国
  - 裝上M16突擊步槍，以及M4卡賓槍使用。
    - 美軍制式裝備
    - 聯邦調查局人質拯救隊

## 流行文化

### 電影
- 1999年—：由崔妮蒂（Trinity，凱莉-安·摩絲飾演）所使用，並以投擲擊中母體世界內的特警隊員。
- 2013年—《掃毒》：由泰國大毒梟魏興光（八面佛）（盧海鵬飾演）拋給張子偉（張家輝飾演），而張子偉用以砍掉了自己的一隻手，從而證明其「清白」。

### 電視劇
- 2013年—《仁心解碼II》：由鄭佩茹、林頌恩所使用。

### 電子遊戲
- 2003年—：命名為「N-9」。
- 2004年—《特種部隊Online》：遊戲基本武器
  - 目前推出的樂透武器版本：。
    - 五週年紀念刀CAMO_M10
    - 白金紀念刀ALCAD_M10
    - 鋼製紀念刀STEEL_M10
    - 貴族OSKAL M10
- 2005年—：命名為「M9戰鬥刀」，由所有陣營所使用。
- 2010年—：命名為「戰鬥刀」，由所有陣營所使用，從後擊殺敵方玩家，可取得該玩家的狗牌作為獎勵。
- 2011年—：命名為「軍刀」。背刺（Takedown）敵方玩家成功時可，取得該玩家的狗牌作為獎勵。單人模式時由美国海军陆战队所使用；多人模式時可由所有陣營使用。
- 2012年—《战争前线》：作为霰弹枪的枪口可用配件出现，命名为“霰弹枪刺刀”，专家解锁，可以安装于所有专家解锁、K点抽奖以及K点购买的霰弹枪上。
  - 奇怪地当安装于雷明登M870系列霰弹枪上时，刀柄为中空设计；但解锁列表、配件装备列表，以及安装在其他霰弹枪上时，则为实心刀柄。
- 2012年—《絕對武力：全球攻势》：命名為「M9刺刀」。
- 2013年—：連M10「產品改進」型刀鞘。港台地區與中國大陸版同於2016年5月25日時推出一般版，分別命名為「M9匕首」和「M9刺刀」；在各地版本均已開放使用。
- 2013年—：命名為「刺刀」。正面攻擊、從後背刺（Takedown）或受正面攻擊，反擊（Counter Knife）敵方玩家成功時，可取得該玩家的狗牌作為獎勵（水中也可）。單人故事模式時，由美国海军陆战队精英小隊「墓碑」的隊長丹尼爾·瑞克（Daniel Recker）所使用，其中一把於巴庫戰役時，將鄧恩的右腿切掉後拋棄；多人聯機模式時為美國、中國及俄羅斯三方預設軍刀。
- 2015年—：命名為「軍刀」，只能在多人聯機模式使用。需以$5,000解鎖，並可由執法機關和罪犯雙方所使用。可背刺（Takedown）敵方玩家，但沒有任何額外獎勵。有黃金版本。
- 2015年—《Fate/Grand Order》：2016年4月27日活動「Fate/Accel Zero Order （フェイト／アクセルゼロオーダー）」起，由Assassin（成為抑止之守護者而Servant化的Fate/Zero主角衛宮切嗣）所使用，在遊戲中被描述作了混有使用者的起源——「切斷」和「結合」的雙重屬性之力的修改，戰鬥中亦會用以投擲攻擊，並作為其專屬概念禮裝「向沒有陽光的此處」中最明顯的武器。
- 2019年—《生化危機2 重製版》：命名為「格鬥匕首」，在到達警局後由馬文警官贈與獲得。
- 2023年—《生化危機4 重製版》：命名為「格鬥匕首」，里昂的初始裝備之一，說明中提及這是在拉昆市中，由馬文警官給予後，里昂就一直保留至今。

## 外部連結
- （英文）—Army Fact File on Bayonets （页面存档备份，存于）
- （英文）—PDF of patent (buck-184.com)
- （英文）—USMC Multi-purpose Bayonet (MB)
- （英文）—Olive Drab on the M9 （页面存档备份，存于）
- （英文）—The M9 Bayonet
- （简体中文）—D Boy Gun World（槍炮世界）—AR-15/M16专辑—刺刀 （页面存档备份，存于）
- （简体中文）—新华网—美式M9多功能军用刺刀--美国军队的"铁血名刃" （页面存档备份，存于）

1. ↑  . www.bilibili.com.   [2025-05-18].
2. ↑  . Smith & Wesson.   [2025-06-17] （英语）.
3. ↑  . Counter-Strike Wiki.   [2025-06-17] （英语）.
4. ↑  . BladeForums.com. 2022-01-11  [2025-06-17] （美国英语）.